# ジャドケンス将棋
ジャドケンス将棋（ジャドケンスしょうぎ、Judkins Shogi、六々将棋）とは、将棋の一種であり、二人で行うボードゲーム（盤上遊戯）の一種である。 
ノリッジのポール・ジャドキンズ Paul Judkins が考案し、イギリスに1998年には伝えられていた。5五将棋とよく似ており、どちらかがどちらかを参考にして作られた可能性もある。

## ルール
盤面が縦横6マスで、最終2列が敵陣である事を除き将棋と同様。